# 若尔盖县
若尔盖县（藏語：མཛོད་དགེ་རྫོང，威利转写：mdzod dge rdzong，藏语拼音：Zoigê Zong）是中国四川省阿坝藏族羌族自治州所辖的一个县。总面积10,620平方公里，2008年人口6.99万人, 90.4%的人口是藏族人。1953年6月21～25日，在達扎寺舉行首屆各族各界人民代表會議，成立若爾蓋包座行政委員會。1956年由松潘縣析置。2021年8月，被列入国家乡村振兴重点帮扶县。

## 行政区划
若尔盖县下辖7个镇、6个乡：
达扎寺镇、唐克镇、红星镇、辖曼镇、巴西镇、阿西镇、铁布镇、麦溪乡、嫩哇乡、占哇乡、降扎乡、求吉乡、包座乡、白河牧场和辖曼牧场。

## 交通
- 213国道和 248国道过境。